# 愛的五種語言
《愛的五種語言》（英語：The Five Love Languages）或譯為《愛之語：兩性溝通的雙贏策略》是蓋瑞·巧門1998年的書。這本書概述了五種表達和感受情侶間愛的方式，蓋瑞·巧門稱之為「愛的語言」（或譯為「愛之語」）。

## 簡介
蓋瑞·巧門認為，有五種表達愛以及體驗愛的方式，稱為「愛之語」，分別是：
- 肯定的言語
- 精心時刻（英语：quality time）
- 贈送禮物
- 服務的行動
- 肢體接觸

書中案例來自於他的心理諮商，包含判斷一個人愛之語的測驗。
巧門的書宣稱列出了全面的愛之語 。根據這個理論，每個人有一個主要的愛之語和一個次要的愛之語。 
要了解一個人的愛之語，巧門的建議是，觀察他對別人表達愛的方式，分析他最常抱怨什麼，還有他最常向另一半要求什麼。巧門的理論是，人們給予別人愛，通常會用自己想得到愛的方式。當一個人用對方可以理解的愛之語表達關愛，會有比較良好的溝通。 舉例來說，如果丈夫的愛之語是服務的行動，當他為妻子洗衣服，但妻子沒有認知到那是愛的表現，只是看成單純在做家事，丈夫可能會感到疑惑，因為妻子的愛之語是肯定的言語（丈夫愛妻子的口頭肯定）。妻子可能會嘗試用她看重的肯定的言語，表達她對丈夫的愛，但是丈夫可能不會跟妻子一樣看重肯定的言語。如果妻子理解丈夫的愛之語，她就會為了丈夫修剪草坪，丈夫會看成是妻子在表達對丈夫的愛；同樣地，如果丈夫告訴妻子他愛她，妻子會當成是愛的表現。
巧門的模型和其是否能夠被概括，缺乏研究驗證有效性。Egbert (2006) 提到愛的五種語言本身抽象，可能有某種程度上心理統計學的有效性.

## 外部連結
- Official Website: The 5 Love Languages （页面存档备份，存于）